# Mr. Tambourine Man (lied)
Mr. Tambourine Man is een liedje geschreven door de Amerikaanse singer-songwriter Bob Dylan. Dylan schreef het nummer begin 1964 tijdens een tournee, nadat hij in New Orleans het Mardi Gras feest had meegemaakt. Het nummer is deels geïnspireerd op de wilde feesten tijdens dit festival, deels ook op  Bruce Langhorne, zijn gitarist van het album The Freewheelin' Bob Dylan, die een grote Turkse tamboerijn op hun tournees meezeulde.

## Bob Dylan
Bob Dylan schreef het aanvankelijk voor zijn vierde album, Another Side of Bob Dylan, maar vond het zelf niet goed genoeg. Uiteindelijk kwam het op zijn volgende album, Bringing It All Back Home.
Het nummer heeft één steeds herhaalde melodie die zich uitstrekt over twee tekstregels van elk van de twaalf coupletten en dus met kleine varianten in totaal 24 keer te horen is. De coupletten 1, 3, 6, 9 en 12, die beginnen met de regel "Hey, Mr. Tambourine Man, play a song for me", fungeren als refrein maar wijken melodisch en ritmisch nauwelijks af van de andere. Dylan begeleidt zichzelf op de akoestische gitaar en bespeelt ook de mondharmonica in de woordloze passages. In de tekst wordt de tamboerijnspeler opgeroepen om een song te spelen en de verteller zal met hem meedoen. Auteurs van tekstanalyses wezen op de toespelingen op LSD, het aanroepen van de muze en de eisen die het publiek aan de zangers stelt. Ook werden religieuze interpretaties gegeven en werd gewezen op surrealistische beelden met verwijzingen naar poëzie van Arthur Rimbaud en Federico Fellini's film La strada. 
Het nummer werd in Dylans eigen vertolking nooit als single uitgebracht. Door het muziekblad Rolling Stone werd Mr. Tambourine Man op de 107de plaats gezet in een lijst van de vijfhonderd beste liedjes aller tijden.
In januari 2025 brachten Dylans eerste kladversies van Mr. Tambourine Man bij een veiling in Nashville (Tennessee) 508.000 dollar op (ongeveer 493.995 euro). Het ging om twee gele vellen papier met drie getypte versies van de songtekst. Aan de derde versie had Dylan met pen aantekeningen toegevoegd.

## The Byrds
In 1965 bracht de Amerikaanse popgroep The Byrds een coverversie van Mr. Tambourine Man uit op single. Om het meer op de populaire Beatles te laten lijken maakte gitarist Roger McGuinn een nieuw arrangement in 4/4 maat in plaats van Dylans 2/4 maat en een bezetting voor elektrische gitaren met solo voor 12-snarige gitaar. Ze lieten hun versie horen aan Dylan, die enthousiast uitriep: "Wow! Je kunt erop dansen!" De opname werd niet gemaakt door de voltallige Byrds, maar door McGuinn, David Crosby en Gene Clark met leden van de studioband The Wrecking Crew, onder wie Leon Russell en Bill Pitman. Het werd een nummer 1-hit in zowel de Billboard Hot 100 als de UK Singles Chart. In de Nederlandse Top 40 kwam het tot een derde positie. Door het muziekblad Rolling Stone werd de uitvoering van The Byrds op de 79ste plaats gezet in de lijst van The 500 Greatest Songs of All Time. Daarmee scoorde hun versie hoger dan die van Dylan zelf.

### Hitnoteringen

#### Nederlandse Top 40
| Hitnotering: 26-06-1965 t/m 30-10-1965 | Hitnotering: 26-06-1965 t/m 30-10-1965 | Hitnotering: 26-06-1965 t/m 30-10-1965 | Hitnotering: 26-06-1965 t/m 30-10-1965 | Hitnotering: 26-06-1965 t/m 30-10-1965 | Hitnotering: 26-06-1965 t/m 30-10-1965 | Hitnotering: 26-06-1965 t/m 30-10-1965 | Hitnotering: 26-06-1965 t/m 30-10-1965 | Hitnotering: 26-06-1965 t/m 30-10-1965 | Hitnotering: 26-06-1965 t/m 30-10-1965 | Hitnotering: 26-06-1965 t/m 30-10-1965 | Hitnotering: 26-06-1965 t/m 30-10-1965 | Hitnotering: 26-06-1965 t/m 30-10-1965 | Hitnotering: 26-06-1965 t/m 30-10-1965 | Hitnotering: 26-06-1965 t/m 30-10-1965 | Hitnotering: 26-06-1965 t/m 30-10-1965 | Hitnotering: 26-06-1965 t/m 30-10-1965 | Hitnotering: 26-06-1965 t/m 30-10-1965 | Hitnotering: 26-06-1965 t/m 30-10-1965 | Hitnotering: 26-06-1965 t/m 30-10-1965 | Hitnotering: 26-06-1965 t/m 30-10-1965 |
| Week:                                  | 1                                      | 2                                      | 3                                      | 4                                      | 5                                      | 6                                      | 7                                      | 8                                      | 9                                      | 10                                     | 11                                     | 12                                     | 13                                     | 14                                     | 15                                     | 16                                     | 17                                     | 18                                     | 19                                     |                                        |
| -------------------------------------- | -------------------------------------- | -------------------------------------- | -------------------------------------- | -------------------------------------- | -------------------------------------- | -------------------------------------- | -------------------------------------- | -------------------------------------- | -------------------------------------- | -------------------------------------- | -------------------------------------- | -------------------------------------- | -------------------------------------- | -------------------------------------- | -------------------------------------- | -------------------------------------- | -------------------------------------- | -------------------------------------- | -------------------------------------- | -------------------------------------- |
| Positie:                               | 33                                     | 11                                     | 4                                      | 3                                      | 3                                      | 3                                      | 3                                      | 5                                      | 5                                      | 8                                      | 10                                     | 11                                     | 15                                     | 20                                     | 21                                     | 32                                     | 34                                     | 34                                     | 33                                     | uit                                    |

#### NPO Radio 2 Top 2000
| Nummer met noteringen in de NPO Radio 2 Top 2000 | '99 | '00 | '01 | '02 | '03 | '04 | '05 | '06 | '07 | '08 | '09 | '10 | '11 | '12  | '13  | '14  | '15  | '16  | '17  | '18 | '19  |
| ------------------------------------------------ | --- | --- | --- | --- | --- | --- | --- | --- | --- | --- | --- | --- | --- | ---- | ---- | ---- | ---- | ---- | ---- | --- | ---- |
| Mr. Tambourine Man                               | 302 | 277 | 323 | 324 | 349 | 281 | 365 | 472 | 439 | 375 | 696 | 485 | 707 | 1512 | 1009 | 1310 | 1720 | 1345 | 1586 | -   | 1840 |

1. ↑  Een '-' betekent dat het nummer niet was genoteerd en een vetgedrukt getal geeft de hoogste notering aan.
2. ↑  Deze tabel is bijgewerkt tot en met de laatste editie (2024).